# Друштвена класа
Друштвена класа је појам који приликом описивања неког друштва означава хијерархијску поделу између појединаца и друштвених група.
Тачне дефиниције класе, односно њихова подела у појединим друштвима, често зависи од специфичних географских, економских, културних и других околности појединог друштва, али и о идеологији појединих аутора који су се бавили том темом.
Додатни проблем код одређивања класа јесте тај што је велики део данашњег света прихватио егалитаријанске принципе према којима су сви људи једнаки, па дакле формалноправно не би требало да постоје никакве класе. Међутим, оне постоје, односно постојале су чак и у државама и системима које су из идеолошких разлога настојале понекад и драстичним мерама избрисати све друштвене разлике.
Социјалне класе су скуп субјективно дефинисаних концепата у социјалној науци и политичкој теорији заснованих на моделу социјалних подела у коме су људи подељени у различите хијерархијске социјалне категорије; најчешће су то више, средње и ниже класе.
"Класа" је предмет анализе многих социолога, политичких научника, антрополога и социјалних историчара. Међутим, не постоји прецизна дефиниција класе и термин некада може имати потпуно супротно значење. У највећој употреби, термин социјална класа је обично синоним за социоекономску класу, дефинисану као људи који имају исти економски, културни, политички или образовни статус, нпр. "радничка класа". Међутим, академски социјална класа и социоекономски статус имају релативно стабилну, социокултурну позадину и последње приказивање социјалне и економске ситуације било је променљиво током времена.
Прецизне мере које одређују социјалну класу у друштву су варирале током времена. Карл Маркс је је мислио да је "класа" дефинисана односом према средствима производње (односи производње). Његово једноставно схватање класе у модерном капиталистичком друштву јесте пролетаријат , они који раде, али не поседују средства производње; као и буржоазија-они који улажу и живе од добити коју ствара пролетаријат. Ово се разликује од виђења класе социолога Макса Вебера, који тврди да је "класа" одређена економском позицијом, супротно од социјалног статуса или положаја који су одређени друштвеним престижом више него само једноставним односима производње. Термин "класа" етимолошки долази из латинског, где је био употребљиван од стране пописа за разврставање грађана по богатству како би се утврдило обавезно служење војног рока.
У класном 18. веку, термин „класе“ почиње да замењују класификације попут имања, положаја и сталежа као примарна средства за организацију друштва у оквиру хијерархијске поделе. Ово је произвело значајан општи пад који се приписује наследним карактерима и значајно повећање богатства и прихода као индикатора (онај који доказује нешто) позиција у друштвеној хијерархији.

## Поделе класа
Најчешћа и најједноставнија подела друштва на класе јесте подела на класу људи који имају и класу људи који немају моћ, при чему се они који имају моћ називају елитом или владајућом класом, док се они који немају моћ називају потлаченом класом. У најранијим и најпримитивнијим друштвима моћ је произлазила из супериорне физичке снаге, односно старости која је са собом доносила животно искуство, а самим тиме ауторитет.
Касније су се, с поделом рада и развојем цивилизације, класне разлике почеле продубљивати и претварати у сложене системе класне поделе при чему је свака класа имала подкласе, а сваки појединац био одређен припадношћу тачно одређеном друштвеном слоју. Један од најбољих примера је индијски систем касти.
У прошлости је порекло, односно припадност одређеној етничкој групи и/ли раси такође био критеријум за припадност некој друштвеној класи. Данас се класе у западним друштвима углавном одређују према материјалним критеријумима, а нешто ређе и по критеријуму степена образовања, па је тако најпознатија подела на беле и плаве оковратнике.
Ипак, најраспрострањенија и најшире прихваћена категоризација друштвених класа у већини друштава данашњег света се заснива на подели на вишу, средњу и нижу класу, при чему се као критеријуми за поделу користе различите комбинације порекла, материјалног богатства, политичког утицаја, образовања, културе и начина живота.

## Историја
Историјски, друштвена класа и понашање су били некада прописани законом. На пример, дозвољени стил облачења је био строго одређен; раскошно облачење било је за високе положаје у друштву и аристократију, док су стари закони утврђивали облачење и накит који су одговарајући за друштвени положај те особе.

## Теоријски модели
Дефиниције социјалних класа одражавају бројне социолошке перспективе, које информишу антропологија, економија, психологија и социологија. Главне перспективе историјски су биле Марксизам и структурални функционализам. Уобичајени модел друштвених класа дели друштво на просту хијерархију коју чине радничка класа, средња класа и виша класа. У оквиру академије појављују се две школе: оне усклађене са моделом друштвених класа 20. века и оне усклађене са историјским материјалистичким економским моделима из 19. века марксиста и анархиста.
Може се направити још једна разлика између аналитичких концепата друштвене класе, као што су марксистичке и веберијанске традиције, као и више емпиријске традиције као што је приступ социо-економског статуса, који упућује на корелацију дохотка, образовања и богатства са друштвеним исходима не подразумевајући нужно теорију друштвене структуре.

### Марксистички приступ
"[Класе су] велике групе људи које се међусобно разликују по месту које заузимају у историјски одређеном систему друштвене производње, по свом односу (у већини случајева тачно одређеном и формулисаном правом) према средствима производње, по својој улози у друштвеној организацији рада и, на крају, количини друштвеног богатства којим располажу и начину стицања истог.”

—Владимир Лењин, A Great Beginning јуна 1919.
За Маркса, класа је комбинација објективних и субјективних фактора. Објективно, чланови класе деле заједнички однос са средствима производње. Субјективно, чланови класе неопходно имају неку перцепцију (класну свест) о међусобним сличностима и интересовањима. Класна свест није само свест о интересима своје класе, већ је такође и скуп заједничких погледа на то како би друштво требало да буде правно, културно и политички организовано. Ови класни односи су створени током времена.
У марксистичкој теорији, класна структура капиталистичког режима производње је карактерисана сукобом између две главне класе: буржоазије, односно капиталиста који поседују средства производње и много веће класе назване пролетаријат или радничка класа која мора да продаје свој физички рад. Ово је основна економска структура посла и власништва, стања неједнакости које је створено и нормализовано кроз културну идеологију.
Марксисти објашњавају историју “цивилизованих” друштава кроз класни рат класа између оних који контролишу производњу и оних који производе добра или услуге у друштву. У марксистичком погледу на капитализам, ово је сукоб између буржоазије и пролетаријата. За марксисте класни антагонизам је укорењен у проблему да контрола над друштвеном производњом подразумева контролу над класом која производи добра - у капитализму то је експлоатација радника од стране буржоазије.
Штавише, у земљама где су се модерне цивилизације потпуно развиле, формирана је нова класа буржоазије. Индустријска војска радника под контролом капиталиста захтева, као и права војска, официре(менаџере) и нареднике (надзорнике) који надгледају посао уместо капиталисте.
Маркс истиче да буржоазија, како достиже тачку гомилања богатства, тако и поседује довољно моћи као доминантна класа да обликује политичке институције и друштво према својим интересима. Маркс онда тврди да неелитна класа, захваљујући својој бројности, има моћ да збаци елиту са власти и створи једнако друштво.
У Комунистичком манифесту, Маркс сам истиче да је циљ пролетаријата био да замене капиталистички систем са социјализмом, мењајући друштвене односе који подупиру класни систем и затим се развију у будуће комунистичко друштво у којем:”слободан развој појединца представља услов за слободан развој свих”. Ово би означило почетак бескласног друштва у којем би људске потребе уместо профита биле мотив за производњу. У друштву са демократском контролом и производњом за потрошњу не би постојале класе и држава и не би имало потребе за финансијским и банкарским институцијама и новцем.

### Веберијански приступ
Макс Вебер је формулисао трокомпонентну теорију стратификације која је видела друштвену класу као појаву узроковану интеракцијом “класе”,”статуса” и “моћи”. Вебер је веровао да је класни положај особе одређен њеним односом са средствима производње, док је статус одређен проценом части и престижа особе.
Вебер је извео многе од кључних концепата друштвене стратификације истраживањем друштвене структуре многих земаља. Напоменуо је да, насупрот Марксовим теоријама, стратификација је базирана на нечему што је више од власништва капитала. Вебер је истакао да неки чланови аристократије немају економско богатство, али без обзира на то, имају политичку моћ. Такође у Европи, многим богатим Јеврејским породицама недостајали су част и престиж зато што су сматрани члановима мањинских група.
- Класа: Економски положај особе у друштву. Вебер се разликује од Маркса у томе што ово не види као врховни фактор стратификације. Напомиње како менаџери корпорација или индустрија контролишу фирме које не поседују.
- Статус: Лични престиж, друштвена част или популарност у друштву. Вебер је напоменуо да политичка моћ није само укорењена у вредности капитала особе, већ и у њеном статусу. Песници и свеци, на пример, могу имати огроман утицај на друштво док у исто време имају ниску економску вредност.
- Моћ: Способност особе да оствари своје намере упркос отпору других. На пример, појединци на државним пословима, као што су запосленици Федералног истражног биро-а или чланови Америчког Конгреса можда немају много материјалног власништва и висок статус, али без обзира на то имају велику моћ.

### Истраживање класа Велике Британије
1. априла 2013. године, на интернету су објављени резултати истраживања[17] спроведеног од стране BBC лабораторије у УК у сарадњи са академским стручњацима са намером да се објави у листу Социологија.[18][19][20][21][22] Резултати су базирани на истраживању 160.000 становника Уједињеног Краљевства од којих већина живи у Енглеској и себе описује као “припадника беле расе”. Класа је одређивана према типу и количини економских, културних и друштвених ресурса. Економски капитал је дефинисан приходима и средствима; културни капитал као количина и тип културних интересовања и активности; и друштвени капитал као број и друштвени статус пријатеља, породице и личних и пословних контаката.[21] Овај теоријски тип је осмишљен од стране Пијер Бордоа који је први објавио своју теорију социјалне разлике 1979. године.

### Трокласни модел
Данас, концепт друштвене класе често подразумева три опште категорије: веома богату и моћну вишу класу која поседује и контролише средства производње, средњу класу професионалних радника, власника мањих предузећа и менаџера нижих и нижу класу, која се ослања на ниско плаћене послове за свој живот и често доживљавају сиромаштво.

#### Виша класа
Виша класа је друштвена класа која се састоји од богатих, богато-рођених, моћних или комбинација ова три. Они обично имају највећу политичку моћ. У неким земљама, само богатство је довољно да дозволи човеку улаз у вишу класу. У другим, једино људи који су рођени или удати/ожењени за припадника одређене аристократске крви, сматрани су члановима више класе, а они који зараде велико богатство обртањем новца, аристократе гледају попреко као на новопечене богаташе. У Уједињеном Краљевству, на пример, више класе чине аристократе и краљевићи, где богатство игра мање битну улогу у класном статусу. Многе аристократске титуле имају позиције повезане са њима, као носилац титуле(на пример гроф од Бристола) и његова породица који су старатељи куће, али не и власници. Многи од ових захтевају високе трошкове, па је богатство обично неопходно. Многи аристократски племићи и њихове куће су део државе, у власништву су и вођени су од стране носиоца титула са новцем добијем од пореза на земљу и осталих извора богатства. Међутим, у Сједињеним Америчким Државама, где нема аристократије и краљевића, а статус више класе имају екстремно богати "супер-богати", мада тамо има и оних са дугогодишњим породичним богатством, који гледају попреко на оне који су новац зарадили у послу, борби између новог и старог новца.
Виша класа генерално садржи најбогатије или два процента читаве популације. Чланови више класе су обично рођени у њој и одликују се огромном количином богатства која се преноси с генерације на генерацију у облику поседа.

#### Средња класа
Средња класа је најразноврснија од ове три класе, група људи у савременом друштву који су у социо-економском смислу између ниже и више класе. Пример контекста овог израза је то да у Сједињеним Америчким Државама, средња класа се примењује веома широко и укључује људе који би негде другде били сматрани радничком класом. Радници средње класе понекад се зову "бели оковратници".
Теоретичари као што је Ралф Дарендорф су приметили тенденцију увећања средње класе у модерним западњачким земљама, што је у вези са неопходним образовањем радничке снаге у технолошкој економији. Перспективе које се тичу глобализације и неоколонијализма, као што је теорија зависности, указују на то да је дошло до смањивања радне снаге у земљама у развоју и земљама трећег света.

#### Нижа класа
Нижа класа (често и радна класа) сачињена је од људи који раде ниско плаћене послове са веома мало економске сигурности. Израз "нижа класа" се такође односи на особе са ниским приходима.
Радничка класа је понекад одвојена на оне који су запослени али им недостаје финансијска сигурност ("радно сиромаштво") и на подкласу - они који су дуже време незапослени или бескућници, нарочито они који примају социјалну помоћ од државе. Ово је аналогно Марксистичком термину "лумпенпролетаријат". 
 Чланови радничке класе понекад се зову ("плави оковратници").

## Последице положаја класе
Социоекономска класа има широко обухватне ефекте. Може да утиче на то у коју ће школу неко ићи, на здравље, послове који су доступни, за кога ће се удати и на третман од стране полиције и суда.
Ангус Дитон и Ен Кејс су анализирали стопе смртности у вези са групом белаца, Американаца између 45 и 54 година и њихов однос према класи. Постоји све већи број самоубистава и смрти које су проузроковане злоупотребом супстанци у овој групи средњокласних Американаца. Забележени су извештаји повећаног хроничног бола и уопштено слабијег здравља код ове групе. Детон и Кејс су према томе дошли до закључка да је константан стрес узрок да ови бели Американци средњих година осећају последице сиромаштва и осцилације између ниже и радничке класе, ова напрезања су утицала на ове људе и њихова тела.
Друштвена класификација такође може да одреди спортске активности у којима такве класе учествују. Сугерише се да они из горње друштвене класе чешће учествују у спортским активностима, док је за нижу класу мање вероватно да ће учествовати у спортовима. У сваком случају, особе из више класе обично не учествују у спортовима који се везују за нижу класу.

### Образовање
Социјална класа има упечатљив утицај на образовне могућности. Не само да су родитељи који припадају горњој класи у могућности да пошаљу своју децу у елитне школе које важе за боље од осталих, већ су и у многим местима државне школе за децу горње класе много квалитетније од државних школа за децу из нижих класа. Мањак добрих школа је један од фактора који подстиче класу да се дели по генерацијама.
Године 1977, британски теоретичар културе, Паул Вилис, објавио је студију звану "Учење за рад" у којој је истражио везу између социјалне класе и едукације. У тој студији открива како је група ученика из радничке класе развила антипатију ка стицању знања јер је то изван њихове класе и самим тим је непожељно, и тако они задржавају своје присуство у радничкој класи.

### Здравље и исхрана
Припадност друштвеној класи има значајан утицај на физичко здравље и могућност да се прими адекватна медицинска нега, као и на исхрану и животни век саме особе.
Људи из ниже класе имају широк спектар здравствених проблема као резултат њиховог економског статуса. Упркос томе што могу да доживе много више здравствених проблема, они не могу да користе здравствену негу толико често, а и када то раде, нега је лошијег квалитета. Породице ниже класе имају већу стопу смртности одојчади, рака, кардиоваскуларних болести и физичких повреда. Поред тога, сиромашни људи често раде у много опаснијим условима, али генерално имају много мање (ако уопште и имају) здравственог осигурања, у поређењу са радницима средње и више класе.

### Запосленост
Услови за нечији посао знатно варирају у зависности од класе. Они из средње-горње класе и средње класе уживају већу слободу у свом занимању. Обично су више поштовани, уживају више разноликости и могу да покажу више ауторитета. Они у нижој класи имају тенденцију да се више осећају отуђени и мање задовољни. Физички услови радног места се знатно разликују између класа. Док у средњој класи радници могу да „пате од отуђења“ или да буду „мање задовољни послом", плави оковратници су више способни да трпе отуђење, честу рутину, раде под условима очигледне опасности по здравље, повреда па чак и смрт.
Недавна студија Уједињеног Краљевства предложила је да "стаклени под" постоји у британском друштву који спречава оне који су мање способни, а који долазе из богатијих средина, да се спусте са друштвене лествице. Ово је због чињенице да они из богатијих средина имају више могућности на располагању. Заправо, чланак показује да мање способна, богатија деца имају 35% већу шансу да добро зарађују него бистра сиромашна деца.

## Класни конфликти
Класни сукоб, често називан "класни рат" или "класна борба" , је тензија или антагонизам који постоји у друштву због конкурентских друштвено-економских интереса и жеља између људи различитих класа.
За Маркса, историја класног друштва била је историја класног сукоба. Он је указао на успешан раст буржоазије и неопходност револуционарног насиља - повећан облик класног сукоба – да би се осигурала права буржоазије, која је подржавала капиталистичку економију.
Маркс је веровао да су експлоатација и сиромаштво, нераздвојиви од капитализма, били већ постојећи облик класног сукоба. Маркс је веровао да ће радници са платама морати да се побуне како би остварили равноправнију расподелу богатства и политичке моћи.

## Бескласно друштво
Бескласно друштво односи се на друштво у којем се нико није родио као припадник неке социјалне класе. Разлике у богатству, приходу, образовању, култури или друштвеној мрежи могу се појавити и биће одређене само индивидуалним искуством и постигнућима у таквом друштву.
Будући да се ове разлике тешко могу избећи, заговорници бескласног друштва (као што су анархисти и комунисти) предлажу различита средства за постизање и одржавање и приписују јој различите степене важности као крајњи циљ у својој целокупној филозофији.

## Однос између етничке припадности и класе
Раса и друге групације великих размера такође могу утицати на класни положај. Удруживање појединих етничких група са класним статусима је уобичајено у многим друштвима. Као резултат освајања или унутрашње етничке диференцијације, владајућа класа је често етнички хомогена и одређене расе или етничке групе у неким друштвима су законито или уобичајено ограничене на заузимање одређених положаја у класи. Које ће етничке припадности припадати вишој или нижој класи зависи од друштва до друштва.
У савременим друштвима, строге правне везе су исцртане између етничке припадности и класе, као сто су апартхејд, кастни систем у Африци, положај Буракумина у јапанском друштву и систем касте у Латинској Америци.